# Lily Hall
Pour les articles homonymes, voir Hall.
 (février 2025).
Lily Hall est une actrice australienne.

## Biographie
En 2013, Lily Hall tient le rôle principal du film lesbien de Sophie O'Connor, Submerge.

## Filmographie
- 2008 : Very Small Business (série télévisée)
- 2009-2010 : Neighbours (série télévisée) : Martine Crossleyy
- 2011 : Life Through a Lens (court métrage) : Lilly
- 2012 : Auditioning Fanny (court métrage) : la fille auditionnée sexy
- 2012 : Please (court métrage) : la petite amie (voix)
- 2013 : Submerge : Jordan
- 2017 : A Thousand Moments Later : Gemma